# Macao aux Jeux paralympiques d'été de 2024
Macao participe aux Jeux paralympiques de 2024 à Paris, en France du 28 août au 8 septembre 2024. Il s'agit de sa 10e participation à des Jeux paralympiques, son comité paralympique ayant été reconnu par le Comité international paralympique contrairement à son impossibilité de participer aux jeux olympiques.

## Nombre d’athlètes qualifiés par sport
Voici la liste des qualifiés et sélectionnés par sport :
| Sport      | Hommes | Femmes | Total |
| ---------- | ------ | ------ | ----- |
| Athlétisme | 0      | 1      | 1     |
| Total      | 0      | 1      | 1     |

## Résultats

### Athlétisme
| Athlètes     | Épreuve              | Finale      | Finale |
| Athlètes     | Épreuve              | Performance | Rang   |
| ------------ | -------------------- | ----------- | ------ |
| Chio Hao Lei | Saut en longueur T20 | m           | e      |